# Homocentridia concentrica
Homocentridia concentrica är en fjärilsart som beskrevs av Charles Oberthür 1911. Homocentridia concentrica ingår i släktet Homocentridia och familjen tandspinnare. Inga underarter finns listade i Catalogue of Life.